# سرخ (نسخه تیلور)
سرخ (نسخهٔ تیلور) (انگلیسی: Red (Taylor's Version)) دومین آلبوم استودیویی دوباره ضبط‌شده خواننده-ترانه‌سرای آمریکایی تیلور سوئیفت است که در ۱۲ نوامبر ۲۰۲۱ از طریق ریپابلیک رکوردز منتشر شد. این اثر یک آلبوم دوباره ضبط‌شده از چهارمین آلبوم استودیویی سوئیفت، سرخ (۲۰۱۲) و دنبالهٔ نخستین آلبوم دوباره ضبط‌شدهٔ او، بی‌باک (نسخه تیلور) است که در آوریل ۲۰۲۱ منتشر شده بود. این ضبط مجدد اقدام متقابل سوئیفت در برابر تغییر مالکیت مسترهای شش آلبوم استودیویی نخست او است.
در ۶ آگوست ۲۰۲۱، از فهرست قطعه‌های آلبوم رونمایی شد که شامل همکاری با فیبی بریدجرز، کریس استیپلتون و اد شیرن در قطعه‌های «از صندوقچه» (انگلیسی: From the Vault) هستند. «از صندوقچه» ترانه‌هایی هستند که برای آلبوم سرخ نوشته شده‌اند، اما در نسخهٔ نهایی این آلبوم قرار نگرفته‌اند. تک‌آهنگ‌های «مرد بهتر» (۲۰۱۶) و «عزیزم» (۲۰۱۸) و تک‌آهنگ خیریهٔ «رونان» (۲۰۱۲) نیز در آلبوم حضور دارند.

## پیش‌زمینه

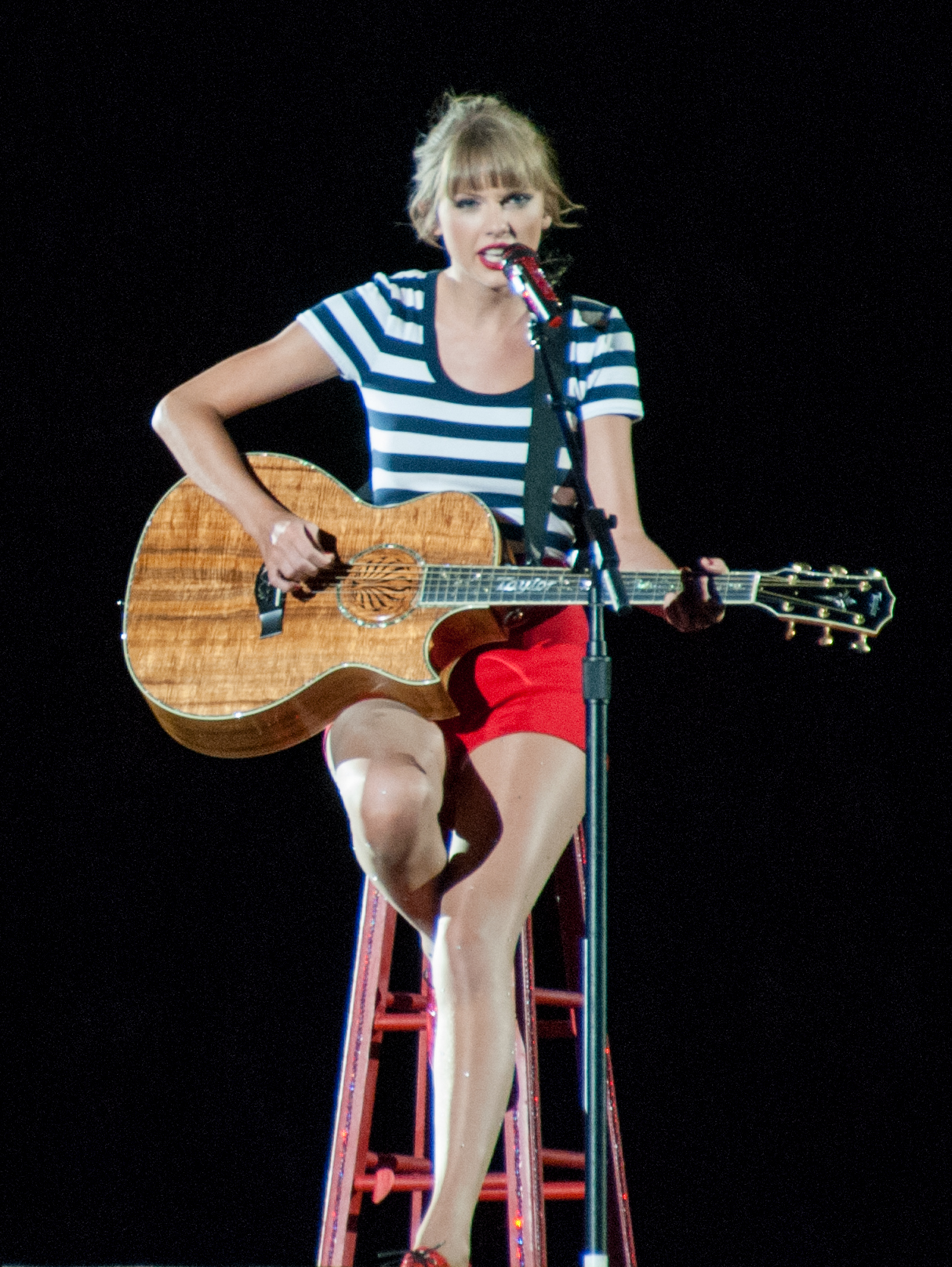
تیلور سوئیفت

چهارمین آلبوم استودیویی تیلور سوئیفت، سرخ در ۲۲ اکتبر ۲۰۱۲ توسط بیگ مشین رکوردز منتشر شد. این آلبوم شاهد دور شدن سوئیفت از ریشه‌های کانتری‌اش بود و دربرگیرندهٔ جریان اصلی پاپ و چندین گونه ژانر بود. این کار با نقدهای عموماً کلی مثبت و موفقیت تجاری گسترده‌ای همراه بود. این آلبوم شامل نخستین تک‌آهنگ شمارهٔ یک سوئیفت در بیلبورد هات ۱۰۰ ایالات متحده، «ما هرگز به یکدیگر بازنمی‌گردیم» و دیگر تک‌آهنگ‌های موفق در سال ۲۰۱۲–۲۰۱۳، از قبیل «می‌دانستم تو مشکل‌سازی»، «۲۲» و «همه چیز تغییر کرده‌است» بود. در طول سال‌ها، سرخ تحسین انتقادی برای به نمایش گذاشتن هنرمندی و همه‌کاره بودن سوئیفت را فراهم کرده‌است. این یکی از تحسین برانگیزترین آلبوم‌های دهه ۲۰۱۰ شد، و در بسیاری از فهرست‌های بهترین موسیقی پایان دهه قرار گرفته‌است. رولینگ استون آلبوم را در جایگاه ۹۹ فهرست ۵۰۰ آلبوم برتر تمام اعصار خود قرار داد. تا ژوئن ۲۰۲۱، سرخ بیش از ۷٫۵ میلیون واحد برابر با آلبوم فقط در ایالات متحده فروخته‌است.
سوئیفت طبق قراردادش با بیگ مشین، از سال ۲۰۰۶ تا ۲۰۱۷ شش آلبوم استودیویی را تحت این ناشر منتشر کرد. در اواخر سال ۲۰۱۸، قرارداد سوئیفت با این ناشر منقضی شد؛ بنابراین او از بیگ مشین کناره‌گیری کرد و یک قرارداد ضبط جدید با ریپابلیک رکوردز، یک بخش از گروه موسیقی یونیورسال بست. این قرارداد به او حق مالکیت مسترهای موسیقی جدیدی را که منتشر خواهد کرد را به او می‌دهد. یک مستر نخستین ضبط یک اثر صوتی است که از نسخه‌هایش برای استفاده توسط مردم تولید و توزیع می‌شود؛ بنابراین مالک مستر صاحب تمام فرمت‌های آلبوم است، مانند نسخه‌های دیجیتالی برای دانلود یا پلت‌فرم‌های استریم، یا نسخه‌های فیزیکی موجود در سی‌دی‌ها و ال‌پی‌های واینیل. در سال ۲۰۱۹، تاجر آمریکایی اسکوتر براون و شرکت او ایتکا هولدینگز، بیگ مشین را خریداری کردند. به عنوان بخشی از این دستیابی، مالکیت مسترهای شش آلبوم استودیویی نخست سوئیفت، از جمله سرخ به به براون منتقل شد. در اوت ۲۰۱۹، سوئیفت خرید ناشر توسط براون را محکوم شمرد و اعلام کرد که شش آلبوم استودیویی خود را دوباره ضبط خواهد کرد، تا خودش صاحب مسترهای خود شود. در نوامبر ۲۰۲۰، براون مسترهای خود را به شامروک هلدینگ، یک شرکت سرمایه‌گذاری خصوصی آمریکایی متعلق به املاک دیزنی فروخت، در شرایطی که براون و ایتکا هولدینگز به سود مالی خود از آلبوم‌ها ادامه دهند. سوئیفت در نوامبر سال ۲۰۲۰ شروع به ضبط مجدد آلبوم‌ها کرد.
من همیشه گفته‌ام که دنیا مکانی متفاوت برای افراد دل‌شکسته‌است. در یک محور متفاوت، با شتاب دیگری حرکت می‌کند. زمان به سرعت و به سرعت سپری می‌شود. شخص دل‌شکسته ممکن است روزانه هزاران احساس کوچک را تجربه کند و در تلاش است تا بفهمد چگونه می‌تواند از آن احساسات عبور کند، بدون اینکه تلفن را برداشته است و برای شنیدن آن صدای آشنای قدیمی، شماره‌گیری کند. در سرزمین دلشکستگی، لحظه‌های قدرت، آزادی و حتی شوق جسورانه ممکن است به سختی همراه با غم و اندوه بافته همراه شود و آسیب‌پذیری و ناامیدی را فلج کند. تصور آیندهٔ شما ممکن است همیشه شما را با انحراف و بازگشتی به قبل برگرداند. و همهٔ این گفته‌ها برای این بود که اعلام کنم، آلبوم بعدی که من منتشر خواهم کرد نسخه خودم از آلبوم سرخ است.— سوئیفت سرخ (نسخه تیلور) را معرفی می‌کند، اینستاگرام
بی‌باک (نسخه تیلور) نخستین آلبوم از شش آلبوم سوئیفت است که می‌خواهد آن‌ها را دوباره ضبط کند. این آلبوم در ۹ آوریل ۲۰۲۱ منتشر شد و با موفقیت‌های تجاری و انتقادی همراه بود؛ بی‌باک (نسخهٔ تیلور) به شماره یک جدول بیلبورد ۲۰۰ رسید و نخستین آلبوم دوباره ضبط‌شده‌ای بود که به این موفقیت می‌رسد. در ۱۸ ژوئن ۲۰۲۱، سوئیفت اعلام کرد که سرخ (نسخهٔ تیلور)، نسخهٔ دوباره ضبط‌شده سرخ، در ۱۹ نوامبر ۲۰۲۱ منتشر می‌شود. این آلبوم شامل ۳۰ قطعه است که قرار بود در نسخهٔ ۲۰۱۲ قرار گیرند. سوئیفت همچنین نسخهٔ اصلی «همه‌اش را خیلی خوب» به مدت ۱۰ دقیقه را به عنوان بخشی از فهرست قطعه‌های آلبوم فاش کرد. در کنار اعلامیه، پیش سفارش‌های آلبوم نیز در دسترس قرار گرفت.

## انتشار و ترویج
سوئیفت سرخ (نسخه تیلور)، ضبط مجدد سرخ را در ۱۸ ژوئن ۲۰۲۱ فاش کرد و ۱۹ نوامبر را به عنوان تاریخ انتشار اعلام کرد. این آلبوم قرار است شامل همه ۳۰ آهنگی باشد که قرار بود در نسخه ۲۰۱۲ باشند. او همچنین نسخه اصلی ۱۰ دقیقه ای «همه چیز خوب است» را به عنوان بخشی از لیست آهنگ‌های (از والت) قرار داد. در کنار این اعلامیه، پیش خرید آلبوم دیجیتال نیز در دسترس قرار گرفت. هنگامی که اد شیرن در ۲۷ ژوئن ۲۰۲۱ در ۴۰ برتر ظاهر شد، مشارکت خود را در سرخ (نسخه تیلور) تأیید کرد و گفت که قبلاً «همه چیز تغییر کرده‌است» را دوباره ضبط کرده‌است. تک آهنگ خیریه ۲۰۱۲ سوئیفت، «رونان»، به عنوان یک قطعه در آلبوم در ۳۰ ژوئیه ۲۰۲۱ توسط نویسنده همکارش در آهنگ، مایا تامپسون تأیید شد. در ۵ آگوست ۲۰۲۱، سوئیفت ویدئویی مرموز را در شبکه‌های اجتماعی خود منتشر کرد و یک کلمه پازل را مورد تکان قرار داد. سرنخ‌هایی که توسط طرفداران آنلاین یافت می‌شود عبارت "کریس استپلتون، "فوبی بریدجز"، "عزیزم"، "مرد بهتر" "همه چیز خوب است" (ورژن ده دقیقه ای) است. به طور همزمان، پیش خرید سی دی‌های آلبوم در فروشگاه اینترنتی سوئیفت افزایش یافت.او فهرست آهنگهای آلبوم را در ۶ اوت ۲۰۲۱ منتشر کرد.

##### تصویر آلبوم
جلد روی جلد سرخ (نسخه تیلور) سوئیفت را به تصویر می‌کشد که رنگ بژ کمرنگ و یک کلاه مخمل قرمز «ماتی» به رنگ بورگوندی، در یک شورولت کابریولت مدل ۱۹۳۲، با پس زمینه پاییزی، نشسته‌است. کلاه او را جنسا لیون طراحی کرد، که در وب سایت لیون فروخته شد.

## تاثیرات
وال استریت ژورنال بیان کرد که سرخ (نسخه تیلور) در حال «تغییر شکل دادن به صنعت موسیقی» است، و نشان می‌دهد که چگونه آهنگ‌های ضبط‌شده مجدداً از همتایان اصلی خود در سرویس‌های استریم بهتر عمل می‌کنند، در تیک تاک ویروسی می‌شوند و معاملات مجوز «پرسود» برای استفاده در تصاویر حرکتی. به گزارش این روزنامه، گروه موسیقی یونیورسال، شرکت مادر ریپابلیک رکوردز، شرایط سخت گیرانه تری را در معاملات ضبط اجرا کرد که عملاً زمان قبل از اینکه یک هنرمند بتواند موسیقی خود را دوباره ضبط کند، دو برابر شد. تغییرات دیگر در قراردادها شامل افزایش پرداخت حق امتیاز به هنرمندان به دنبال تقاضای آنها برای سهم درآمد بهتر بود. ورایتی سوئیفت را "ملکه استریم" به دلیل ایجاد چندین رکورد استریم با انتشار سرخ (نسخه تیلور) نامید. شرکت زیبایی کاسمتیفای گزارش داد که جستجوهای گوگل برای "رژ لب قرمز" پس از انتشار آلبوم ۶۶۹ درصد افزایش یافت.

## لیست ترانه‌ها
همه آهنگها زیرنویس «نسخه تیلور» و آهنگهای ۲۲ تا ۳۰ نیز دارای عنوان «از والت» هستند.
| لیست ترانه‌های سرخ (نسخه تیلور) | لیست ترانه‌های سرخ (نسخه تیلور)                           | لیست ترانه‌های سرخ (نسخه تیلور) | لیست ترانه‌های سرخ (نسخه تیلور) | لیست ترانه‌های سرخ (نسخه تیلور) |
| شماره                          | نام                                                      | نویسنده(ها)                    | تهیه‌کننده(ها)                  | مدت                            |
| ------------------------------ | -------------------------------------------------------- | ------------------------------ | ------------------------------ | ------------------------------ |
| ۱.                             | «احساس مقدس»                                             | تیلور سوئیفت                   | سوئیفت کریستوفر رو             | ۴:۵۵                           |
| ۲.                             | «سرخ»                                                    | سوئیفت                         | سوئیفت رو                      | ۳:۴۳                           |
| ۳.                             | «خیانت کارانه»                                           | سوئیفت دن ویلسون               | ویلسون                         | ۴:۰۲                           |
| ۴.                             | «می‌دانستم که تو مشکل ساز هستی»                           | سوئیفت مکس مارتین شلبک         | سوئیفت رو شلبک                 | ۳:۳۹                           |
| ۵.                             | «همه‌اش را خیلی خوب»                                      | سوئیفت لیز رز                  | سوئیفت رو                      | ۵:۲۹                           |
| ۶.                             | «۲۲»                                                     | سوئیفت مارتین شلبک             | سوئیفت رو شلبک                 | ۳:۵۰                           |
| ۷.                             | «تقریباً انجامش میدهم»                                    | سوئیفت                         | سوئیفت رو                      | ۴:۰۴                           |
| ۸.                             | «ما هرگز به یکدیگر بازنمی‌گردیم»                          | سوئیفت مارتین شلبک             | سوئیفت رو شلبک                 | ۳:۱۳                           |
| ۹.                             | «بمان بمان بمان»                                         | سوئیفت                         | سوئیفت رو                      | ۳:۲۵                           |
| ۱۰.                            | «آخرین بار» (به همراه گری لایت بادی و اسنو پاترول)       | سوئیفت لایت بادی جکنایف لی     | لی                             | ۴:۵۹                           |
| ۱۱.                            | «خاک مقدس»                                               | سوئیفت                         | جف بسکر                        | ۳:۲۲                           |
| ۱۲.                            | «تراژدی زیبای غم‌انگیز»                                   | سوئیفت                         | سوئیفت رو پاول میرکوویچ        | ۴:۴۴                           |
| ۱۳.                            | «خوش شانس»                                               | سوئیفت                         | بسکر                           | ۴:۰۰                           |
| ۱۴.                            | «همه چیز تغییر کرده‌است» (به همراه اد شیرن)               | سوئیفت شیرن                    | بوچ واکر                       | ۴:۰۵                           |
| ۱۵.                            | «نور ستاره»                                              | سوئیفت                         | سوئیفت رو میرکوویچ             | ۳:۴۰                           |
| ۱۶.                            | «آغاز دوباره»                                            | سوئیفت                         | سوئیفت رو                      | ۳:۵۸                           |
| ۱۷.                            | «زمانی که فهمیدم»                                        | سوئیفت                         | سوئیفت رو میرکوویچ             | ۴:۴۵                           |
| ۱۸.                            | «برگرد… اینجا باش»                                       | سوئیفت ویلسون                  | ویلسون                         | ۴:۴۳                           |
| ۱۹.                            | «دختر در خانه»                                           | سوئیفت                         | الویرا آندرجفاید               | ۳:۴۰                           |
| ۲۰.                            | «احساس مقدس» (نسخه آکوستیک)                              | سوئیفت                         | سوئیفت رو                      | ۵:۲۱                           |
| ۲۱.                            | «رونان»                                                  | سوئیفت مایا تامسون             | سوئیفت رو                      | ۴:۲۴                           |
| ۲۲.                            | «مرد بهتر»                                               | سوئیفت                         | سوئیفت آرون دسنر               | ۴:۵۷                           |
| ۲۳.                            | «هیچ چیز جدیدی» (به همراه فوبی بریدجز)                   | سوئیفت                         | سوئیفت دسنر                    | ۴:۱۸                           |
| ۲۴.                            | «عزیزم»                                                  | سوئیفت پاتریک موناهان          | سوئیفت جک آنتونوف              | ۳:۴۴                           |
| ۲۵.                            | «پیام در بطری»                                           | سوئیفت مارتین شلبک             | شلبک آندرجفاید                 | ۳:۴۵                           |
| ۲۶.                            | «شرط می‌بندم راجب من فکر می‌کنی» (به همراه کریس استیپلتون) | سوئیفت لوری مک کنا [ ۳۱ ]      | سوئیفت دسنر                    | ۴:۴۵                           |
| ۲۷.                            | «زمستان همیشگی»                                          | سوئیفت آنتونوف                 | سوئیفت آنتونوف                 | ۴:۲۳                           |
| ۲۸.                            | «بدو» (به همراه اد شیرن)                                 | سوئیفت شیرن [ ۲۴ ]             | سوئیفت دسنر                    | ۴:۰۰                           |
| ۲۹.                            | «اولین شب»                                               | آموند بیورکلوند اسپن لیند      | اسپیانیج بلک اسمیت دنی دی      | ۳:۲۰                           |
| ۳۰.                            | «همه‌اش را خیلی خوب» (نسخه ۱۰ دقیقه‌ای)                    | سوئیفت رز                      | سوئیفت آنتونوف                 | ۱۰:۱۳                          |

ترانه اختصاصی اپل میوزیک
| شماره      | نام                | نویسنده(ها) | مدت    |
| ---------- | ------------------ | ----------- | ------ |
| ۱.         | «یک پیام از تیلور» | سوئیفت      | ۰:۲۵   |
| مجموع مدت: | مجموع مدت:         | مجموع مدت:  | ۱۳۰:۵۱ |

### گردآوری ها
تمام ترانه ها پسوند (نسخه تیلور) را دارند.
سرخ (نسخه تیلور) فصل تو می‌توانستی آن فرد باشی
| شماره | نام                                        | مدت  |
| ----- | ------------------------------------------ | ---- |
| ۱.    | «پیام در بطری (از والت)»                   | ۳:۴۵ |
| ۲.    | «احساس مقدس»                               | ۴:۵۵ |
| ۳.    | «خیانت کارانه»                             | ۴:۰۲ |
| ۴.    | «همه چیز تغییر کرده‌است (به همراه اد شیرن)» | ۴:۰۵ |
| ۵.    | «نور ستاره»                                | ۳:۴۰ |
| ۶.    | «آغاز دوباره»                              | ۳:۵۸ |

## تاریخچهٔ انتشار
| منطقه | تاریخ          | فرمت(ها)                             | ناشر                   | منا.   |
| ----- | -------------- | ------------------------------------ | ---------------------- | ------ |
| مختلف | ۱۲ نوامبر ۲۰۲۱ | سی‌دی دانلود دیجیتالی استریمینگ واینل | ریپابلیک               | [ ۳۲ ] |
| ژاپن  | ۱۳ نوامبر ۲۰۲۱ | سی‌دی                                 | یونیورسال میوزیک ژاپن  | [ ۳۳ ] |
| برزیل | ۳۱ دسامبر ۲۰۲۱ | سی‌دی                                 | یونیورسال میوزیک برزیل | [ ۳۴ ] |

### یادکردها
1. ↑  Eells, Josh (September 8, 2014). "Cover Story: The Reinvention of Taylor Swift". Rolling Stone. Archived from the original on August 16, 2018. Retrieved June 18, 2021.
2. ↑  "Taylor Swift Readies Her Version Of 'Red,' Featuring 30 Songs". American Songwriter. June 18, 2021. Archived from the original on June 19, 2021. Retrieved June 18, 2021.
3. ↑  McNutt 2020، p. 78; Tanner 2020، p. ۵۷.
4. ↑  "Best Albums of the Decade (2010-19)". Metacritic. January 11, 2020. Archived from the original on November 15, 2019. Retrieved June 18, 2021.
5. ↑  "The 500 Greatest Albums of All Time". Rolling Stone. September 22, 2020. Archived from the original on September 22, 2020. Retrieved June 18, 2021.
6. 1 2 3  Lipshutz, Jason (June 18, 2021). "Taylor Swift Announces 'Red' As Next Re-Recorded Album, November Release Date". Billboard. Archived from the original on June 19, 2021. Retrieved June 18, 2021.
7. ↑  Willman, Chris (August 27, 2018). "Taylor Swift Stands to Make Music Business History as a Free Agent". Variety. Archived from the original on August 29, 2018. Retrieved June 18, 2021.
8. ↑  Finnis, Alex (November 17, 2020). "Taylor Swift masters: The controversy around Scooter Braun selling the rights to her old music explained". i. Archived from the original on February 12, 2021. Retrieved June 18, 2021.
9. ↑  Christman, Ed (June 30, 2019). "Scooter Braun Acquires Scott Borchetta's Big Machine Label Group, Taylor Swift Catalog For Over $300 Million". Billboard. Archived from the original on February 13, 2021. Retrieved June 18, 2021.
10. ↑  Grady, Constance (July 1, 2019). "The Taylor Swift/Scooter Braun controversy, explained". Vox. Archived from the original on February 11, 2020. Retrieved June 18, 2021.
11. ↑  "Taylor Swift wants to re-record her old hits after ownership row". BBC News. August 22, 2019. Archived from the original on August 22, 2019. Retrieved June 19, 2021.
12. ↑  Ingham, Tim (2020-11-17). "Why Did Shamrock Capital Spend $300 Million on Old Taylor Swift Albums?". Rolling Stone. Archived from the original on February 13, 2021. Retrieved June 18, 2021.
13. ↑  Aswad, Jem (2019-08-22). "Taylor Swift Performs on 'GMA,' Talks Re-Recording Big Machine Songs (Watch)". Variety. Archived from the original on November 8, 2020. Retrieved June 18, 2021.
14. ↑  Ellise, Shafer (June 18, 2021). "Taylor Swift Sets 'Red' as Next Re-Record, Out in November". Variety. Archived from the original on June 19, 2021. Retrieved June 18, 2021.
15. ↑  Willman, Chris (April 20, 2021). "Taylor Swift's 'Fearless (Taylor's Version)' Debuts Huge: What It Means for Replicating Oldies, Weaponizing Fans". Variety. Archived from the original on April 21, 2021. Retrieved June 18, 2021.
16. ↑  Pasquini, Maria (June 18, 2021). "Taylor Swift Announces 30-Track Re-Recording of Red as She Teases Song That's 'Ten Minutes Long'". People. Retrieved June 18, 2021.{{cite web}}:  نگهداری CS1: url-status (link)
17. ↑  Rossignol, Derrick (June 18, 2021). "Taylor Swift Confirms That 'Red' Will Be Her Next Re-Recorded Album". Uproxx. Archived from the original on June 19, 2021. Retrieved June 18, 2021.
18. ↑  Pasquini, Maria (June 18, 2021). "Taylor Swift Announces 30-Track Re-Recording of Red as She Teases Song That's 'Ten Minutes Long'". People. Archived from the original on June 18, 2021. Retrieved June 18, 2021.
19. ↑  Rossignol, Derrick (June 18, 2021). "Taylor Swift Confirms That 'Red' Will Be Her Next Re-Recorded Album". Uproxx. Archived from the original on June 19, 2021. Retrieved June 18, 2021.
20. ↑  "Ed Sheeran confirms he has re-recorded 'Everything Has Changed' For Taylor Swift's 'Red' remake". The Official Big Top 40. June 27, 2021. Archived from the original on June 27, 2021. Retrieved June 27, 2021.
21. ↑  Iasimone, Ashley (July 30, 2021). "'Ronan' Finds a Home on Taylor Swift's Re-Recorded 'Red' Album". Billboard. Retrieved July 30, 2021.
22. 1 2  Willman, Chris (August 5, 2021). "Taylor Swift Teases Phoebe Bridgers, Chris Stapleton Collaborations for 'Red' Album in Word Puzzle". Variety. Retrieved August 5, 2021.{{cite web}}:  نگهداری CS1: url-status (link)
23. ↑  Kaufman, Gil (August 5, 2021). "Taylor Swift Teases 'Red (Taylor's Version)' With Cryptic Video, Word Jumbles". Billboard. Retrieved August 5, 2021.{{cite web}}:  نگهداری CS1: url-status (link)
24. 1 2 3  "Taylor Swift Made Fans Work to Uncover the Red Bonus Tracks". Vulture.com. August 6, 2021. Retrieved August 6, 2021.
25. ↑  Aniftos, Rania (June 21, 2021). "How to Get Taylor Swift's 'Red (Taylor's Version)' Look for Less". Billboard (به انگلیسی). Archived from the original on June 22, 2021. Retrieved June 23, 2021.
26. ↑  Iasimone, Ashley (June 21, 2021). "Taylor Swift's 'Red (Taylor's Version)': Designer Janessa Leone 'Shocked But Thrilled' to See Her Cap on Album Cover". Billboard (به انگلیسی). Archived from the original on June 23, 2021. Retrieved June 23, 2021.
27. ↑  Steele, Anne (November 12, 2021). "As Taylor Swift Rerecorded Her 'Red' Album, Universal Reworked Contracts". The Wall Street Journal. Archived from the original on November 17, 2021. Retrieved November 18, 2021.
28. ↑  Willman, Chris (November 13, 2021). "Taylor Swift Breaks Two Spotify Records in One Day With Release of 'Red (Taylor's Version)'". Variety (به انگلیسی). Archived from the original on November 15, 2021. Retrieved November 14, 2021.
29. ↑  "Taylor Swift's Red (Taylor's Version)' release sees searches for 'Red Lipstick' spike". Yahoo! Style (به انگلیسی). November 16, 2021. Archived from the original on November 17, 2021. Retrieved November 17, 2021.
30. ↑  Iasimone, Ashley (June 19, 2021). "Taylor Swift's 'Red (Taylor's Version)' Has 30 Songs: Our Track List Predictions". Billboard. Retrieved August 5, 2021.
31. ↑  "I Bet You Think About Me". ASCAP. Retrieved August 5, 2021.
32. ↑  Red (Taylor's Version) release formats:
  1. "RED (Taylor's Version) CD". Taylor Swift Official Store. Archived from the original on August 5, 2021. Retrieved August 5, 2021.
  2. "Red (Taylor's Version) digital album (explicit)". Taylor Swift Official Store. Archived from the original on June 19, 2021. Retrieved June 18, 2021.
  3. "Red (Taylor's Version) Vinyl". Taylor Swift Official Store. Archived from the original on August 23, 2021. Retrieved August 23, 2021.
33. ↑  レッド(テイラーズ・ヴァージョン)(デラックス・エディション) (به ژاپنی). Oricon. Archived from the original on November 12, 2021. Retrieved November 12, 2021.
34. ↑  "RED (TAYLOR'S VERSION) 2CD". Umusic Store (به پرتغالی). Archived from the original on August 6, 2021. Retrieved August 7, 2021.